# أولترا للألعاب
أولترا للألعاب (بالإنجليزية: Ultra Games)‏ ، هي شركة ألعاب فيديو تابعة لفرع شركة كونامي بالولايات المتحدة الأمريكية، بدأت نشاطها عام 1988م وأنحلت عام 1992م، واشتهرت شركة أولترا للألعاب بترجمة ألعابها إلى اللغة الإنجليزية، وكانت أغلبها ألعاب التي تعمل لنظام نينتندو انترتنمنت سيستم ونظام جيم بوي.

## وصلة خارجية
- Ultra Games profile on موبي جيمز